# طباعة حجرية ملونة
الطباعة الحجرية الملونة (بالإنجليزية: Chromolithography)‏ هي طريقة فريدة لصنع مطبوعات متعددة الألوان. ينبثق هذا النوع من الطباعة الملونة من عملية الطباعة الحجرية (بالإنجليزية: ليثوغرافي)، ويشمل جميع أنواع الطباعة الحجرية المطبوعة بالألوان. يُستخدم مصطلح التصوير الضوئي الملون (بالإنجليزية: فوتوكروم) بصورة متكررة، عند استخدام الطباعة الحجرية الملونة لإعادة إنتاج الصور الفوتوغرافية. سعى مصممو الطباعة الحجرية لإيجاد طريقة للطباعة على الأسطح المسطحة باستخدام المواد الكيميائية بدلًا من تقنيات الطباعة البارزة المرتفعة أو النقش المجوف.
أصبحت الطباعة الحجرية الملونة الأنجح من بين العديد من الطرق للطباعة الملونة التي طُورت في القرن التاسع عشر، طُورت طرق أخرى من قبل طبّاعين مثل جيكوب كريستوف لو بلون وجورج باكستر وإدموند إيفانز، واعتمدت معظمها على استخدام العديد من القطع الخشبية مع الألوان. ظل التلوين باستخدام اليدين مهمًا أيضًا، إذ لون الأولاد أقسام من خرائط هيئة المساحة البريطانية الرسمية باليد واستمر ذلك حتى عام 1875. تضمنت التقنية الأولية استخدام أحجار متعددة للطباعة الحجرية، واحدة لكل لون، وتلك التقنية كانت لا تزال باهظة الثمن عند استخدامها للحصول على أفضل النتائج من حيث الجودة. يمكن أن تستغرق الطباعة الحجرية الملونة مع استخدام العمال المهرة للغاية أشهر من العمل وذلك يعتمد على عدد الألوان الموجودة. ولكن، يمكن إنتاج مطبوعات أرخص بكثير عن طريق تبسيط كلًا من عدد الألوان المستخدمة وتنقيح التفاصيل في الصورة. اعتمدت الصور الأرخص، مثل الإعلانات، اعتمادًا كبيرًا على طباعة سوداء أولية (وليس دائمًا طباعة حجرية)، ثم تُطبع الألوان عليها بعد ذلك. لصنع نسخة مطبوعة باهظة الثمن التي كان يشار إليها سابقًا باسم «لونية (بالإنجليزية: كرومو)»، قام مصمّم طبعات حجرية، وذلك مع وجود لوحة منجزة كليًا أمامه، بإنشاء وتصحيح العديد من الحجارة تدريجيًا باستخدام التجريب لتبدو قدر الإمكان مثل اللوحة، وأحيانًا باستخدام العشرات من الطبقات.

## المنشأ
قدم ألويس سينيفيلدر، مخترع الطباعة الحجرية، موضوع الطباعة الحجرية الملونة في كتابه المصور عام 1818 (دورة كاملة في الطباعة الحجرية) (بالألمانية: فولشتينديغيس لييربوخ دير شتايندروكاراي)، وفيه تحدث عن خططه للطباعة باستخدام الألوان وشرح الألوان التي يرغب في طباعتها في يوم من الأيام. على الرغم من أن سينيفيلدر دون خططًا للطباعة الحجرية الملونة، فإن الطبّاعين في بلدان أخرى، مثل فرنسا وإنجلترا، كانت تحاول أيضًا إيجاد طريقة جديدة للطباعة بالألوان. حصل غودفروي إنجلمان من ميلوز في فرنسا على براءة اختراع عن الطباعة الحجرية الملونة في يوليو 1837، ولكن هناك خلافات حول ما إذا كانت قد استُخدمت الطباعة الحجرية الملونة بالفعل قبل هذا التاريخ، إذ تشير بعض المصادر، إلى استخدام الطباعة الحجرية الملونة من قبل مناطق الطباعة مثل التي تنتج ورق اللعب.